# Lotti Tauber

Lotti Tauber (ca. 1985)

Liselotte «Lotti» Tauber (* 4. Juli 1944 in Winterthur; † 29. September 1988 in Zürich) war eine Schweizer Pianistin und Komponistin, die sich im Grenzbereich zwischen klassischer und populärer Musik bewegte.

## Leben
Nach ihrem Musikstudium in Winterthur und Zürich liess sich Lotti Tauber zur Musiktherapeutin ausbilden und arbeitete anschliessend als Klavierlehrerin in Zürich. Im Jahr 1973 erlitt sie bei einem Unfall Verletzungen, die vorübergehende Lähmungen und chronische Schmerzen zur Folge hatten und ihre künstlerische Arbeit erheblich beeinträchtigten. Nach einer erfolgreichen Operation im Jahr 1981 nahm sie bis 1986 acht Langspielplatten mit eigenen Kompositionen auf. Die Plattenhüllen illustrierte sie selbst. Notationen ihrer Werke sind nicht überliefert.
Die Langspielplatten wurden im Jahr 2024 übertragen und eine Sammlung ausgewählter Stücke ist für eine Veröffentlichung im Jahr 2025 durch Freedom To Spend, dem Reissue-Imprint des in New York ansässigen Labels RVNG Intl, in Vorbereitung.

## Diskographie

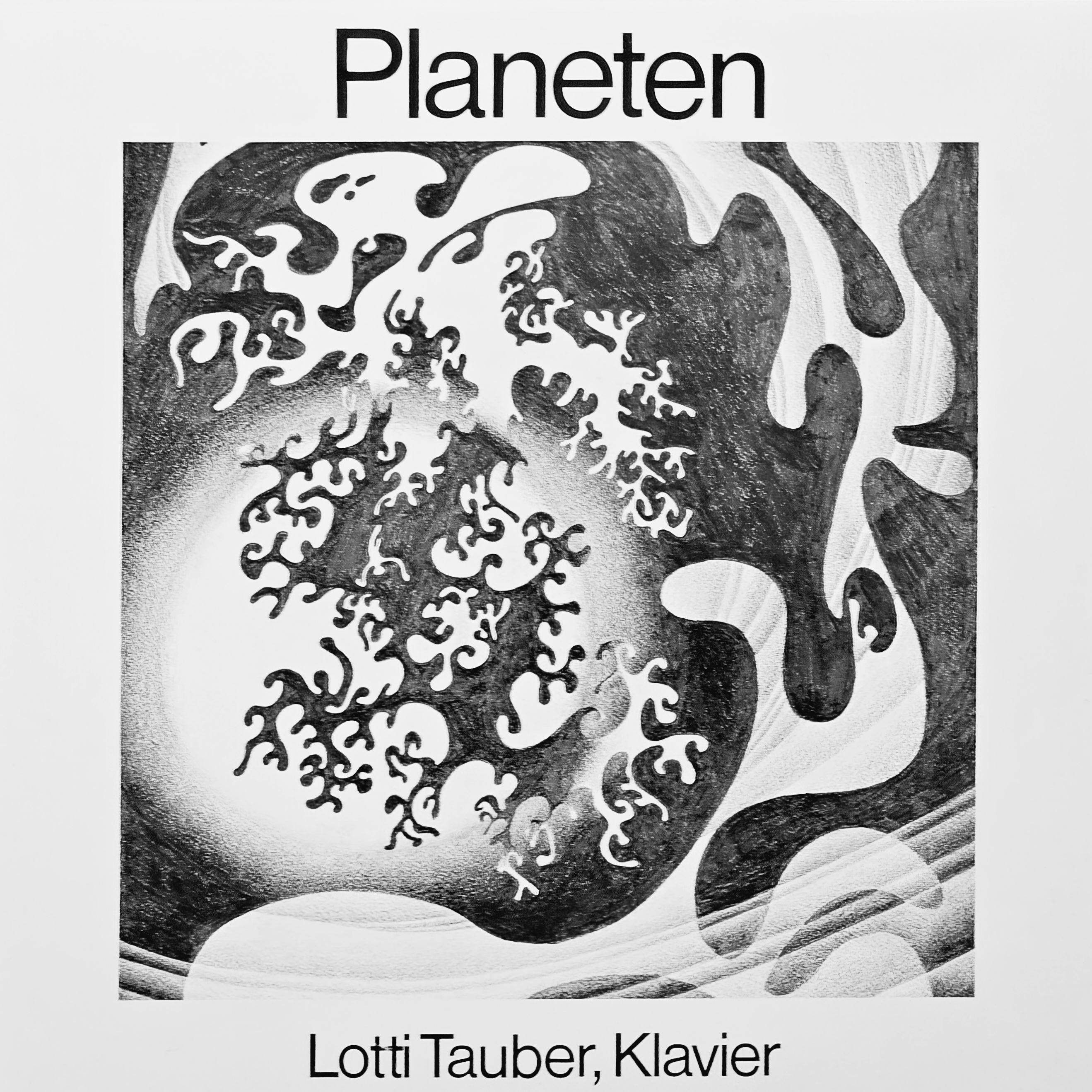
Cover der LP «Planeten» (Bleistiftzeichnung: Lotti Tauber)

- 1981: Roundabout Ways (Lotti Tauber, Klavier)
- 1981: Aufgehoben (Lotti Tauber, Klavier)
- 1982: Courage (Lotti Tauber, Klavier)
- 1982: Be-Stimmung (Lotti Tauber, Tasten- und Schlaginstrumente)
- 1982: Von Zeit zu Zeit (Lotti Tauber, Klavier; Regine Tillmann-Pfaehler, Querflöte)
- 1983: Planeten (Lotti Tauber, Klavier, Bongos)
- 1984: I Ging (Lotti Tauber, Klavier; Regine Tillmann-Pfaehler, Querflöte)
- 1986: Samowar (Lotti Tauber, Klavier; Beate Horn, Querflöte; Susann Vischer, Violine; Susanne Hasler, Viola; Jürg Eichenberger, Violoncello)